# Jaylen Samuels
Pour les articles homonymes, voir Samuels.
(en) Statistiques sur pro-football-reference
Jaylen Samuels, né le 20 juillet 1996 à Charlotte en Caroline du Nord est un,joueur professionnel américain de football américain qui évolue au poste de running back. Il joue actuellement pour les Steelers de Pittsburgh de la National Football League (NFL) depuis la saison 2018.  
Au niveau universitaire, il avait joué pour le Wolfpack représentant l'université d'État de Caroline du Nord.

## Biographie

### Carrière universitaire
Tout au long de sa carrière universitaire, Samuels a changé de poste en étant considéré comme un running back, un fullback, un wide receiver et un tight end,. Après sa deuxième saison, Samuels joue l'Independence Bowl 2016, captant 3 passes de touchdown, le plus grand nombre de l'histoire de l'Independence Bowl, et est nommé MVP du match. Au cours de sa saison senior, Samuels a établi le record de réceptions en carrière de NC State avec 202 au cours de ses 4 années. Après cette saison, Samuels a été invité au Senior Bowl 2018. Après sa saison senior, il est honoré en tant que joueur d'utilité de la première équipe All-Conference, ainsi que de la troisième équipe All-American par l'Associated Press en tant que tight end,. Il termine sa carrière universitaire avec 1 851 yards sur réception, 1 107 yards au sol et 47 touchdowns au total.

### Carrière professionnelle
| Taille | Poids  | Bras  | Main  | Sprint   | Sprint   | Sprint   | Shuttle 20 yards | 3 cones drill | Détente   | Détente     | Développé couché | Test Wonderlic |
| Taille | Poids  | Bras  | Main  | 40 yards | 10 yards | 20 yards | Shuttle 20 yards | 3 cones drill | verticale | horizontale | Développé couché | Test Wonderlic |
| 1.83 m | 102 kg | 80 cm | 23 cm | 4,54 s   | 1,63 s   | 2,68 s   | 4,28 s           | 6,93 s        | 0,85 m    | 3,07 m      |                  |                |

Les Steelers de Pittsburgh sélectionnent Samuels au cinquième tour, 165e au total, de la draft 2018 de la NFL. Samuels est le 14e running back sélectionné durant cette draft.
Le 9 mai 2018, il signe un contrat de 2,71 millions de dollars sur quatre ans, assorti d'une prime à la signature de 258 066 dollars,.
En raison d'une blessure du titulaire James Conner durant la 13e semaine, Samuels joue son premier match comme titulaire en carrière dans la NFL lors de la 14e semaine contre les Raiders d'Oakland. Durant le match, Samuels a couru 28 yards en 11 tentatives et a réceptionné 7 passes pour 64 yards dans une défaite de 24 à 21. La semaine suivante contre les Patriots de la Nouvelle-Angleterre, Samuels a couru pour 142 yards dans la victoire de 17 à 10. Ses 142 yards au sol marquent le deuxième meilleur bilan par un débutant dans l’histoire des Steelers, derrière Bam Morris, qui a couru 146 yards contre les Giants de New York en 1994.
Durant la 4e semaine contre les Bengals de Cincinnati, Samuels complète trois passes pour 31 yards, a couru 10 fois pour 26 yards et un touchdown, et attrape huit passes pour 57 yards dans la victoire de 27 à 3. Après avoir manqué deux matchs en raison d'une blessure au genou, Samuels retourne à l'action lors de la 9e semaine contre les Colts d'Indianapolis. Dans le match, il enregistre 13 réceptions pour 73 yards dans la victoire de 26 à 24. Les 13 réceptions de Samuels dans le match constituent un record de franchise pour les prises par un running back dans un match, surpassant les 12 réceptions de Le'Veon Bell dans un match en 2017.

## Statistiques

### NCAA
| Année          | Équipe                           | Statut         | MJ |     | Courses | Courses | Courses | Courses |       | Passes réceptionnées | Passes réceptionnées | Passes réceptionnées | Passes réceptionnées |
| Année          | Équipe                           | Statut         | MJ | Nb. | Yards   | Moy.    | TD      | Nb.     | Yards | Moy.                 | TD                   |                      |                      |
| 2014           | Wolfpack de North Carolina State | FR             | 11 | 15  | 143     | 9,5     | 1       | 6       | 96    | 16,0                 | 1                    |                      |                      |
| 2015           | Wolfpack de North Carolina State | SO             | 13 | 56  | 368     | 6,6     | 9       | 65      | 597   | 9,2                  | 7                    |                      |                      |
| 2016           | Wolfpack de North Carolina State | JR             | 13 | 33  | 189     | 5,7     | 6       | 55      | 565   | 10,3                 | 7                    |                      |                      |
| 2017           | Wolfpack de North Carolina State | SR             | 13 | 78  | 407     | 5,2     | 12      | 75      | 593   | 7,9                  | 4                    |                      |                      |
| Totaux en NCAA | Totaux en NCAA                   | Totaux en NCAA | 50 | 201 | 1 851   | 9,2     | 19      | 182     | 1 107 | 6,1                  | 28                   |                      |                      |

### NFL
| Année                    | Équipe                   | MJ                       |     | Courses | Courses | Courses | Courses |       | Passes réceptionnées | Passes réceptionnées | Passes réceptionnées | Passes réceptionnées |
| Année                    | Équipe                   | MJ                       | Nb. | Yards   | Moy.    | TD      | Nb.     | Yards | Moy.                 | TD                   |                      |                      |
| 2018                     | Steelers de Pittsburgh   | 14                       | 26  | 199     | 7,7     | 3       | 56      | 256   | 4,6                  | 0                    |                      |                      |
| 2019                     | Steelers de Pittsburgh   | 14                       | 47  | 305     | 6,5     | 1       | 66      | 175   | 2,7                  | 1                    |                      |                      |
| Totaux chez les Steelers | Totaux chez les Steelers | Totaux chez les Steelers | 73  | 504     | 6,9     | 4       | 122     | 431   | 3,5                  | 1                    |                      |                      |